# Maerua apetala
Maerua apetala är en kaprisväxtart som först beskrevs av Albrecht Wilhelm Roth, och fick sitt nu gällande namn av M. Jacobs. Maerua apetala ingår i släktet Maerua och familjen kaprisväxter. Inga underarter finns listade i Catalogue of Life.